# 15004 Vallerani
15004 Vallerani (1997 XL10) là một tiểu hành tinh vành đai chính được phát hiện ngày 7 tháng 12 năm 1997 bởi M. Tombelli và G. Forti ở Asiago.